# Miguel Oviedo
Miguel Angel Oviedo (ur. 12 października 1950 w Córdobie) – argentyński piłkarz (pomocnik). Mistrz świata z roku 1978.
Pierwszy mecz w argentyńskiej lidze rozegrał w 1973 – debiutował w Instituto Córdoba. Rok później został zawodnikiem lokalnego rywala, Talleres. W 1983 odszedł do Independiente i grał w tym zespole do 1983. Już w pierwszym sezonie został mistrzem Argentyny, a w 1984 znalazł się wśród zdobywców Copa Libertadores. Sezon 1986/87 spędził w Talleres. Występował także w Armenio Buenos Aires, karierę kończył w 1993 w trzecioligowym Los Andes.
Występował w reprezentacji Argentyny. Kilkuminutowy epizod w meczu z Peru (wszedł na boisko w końcówce spotkania) przyniósł mu tytuł mistrza świata.